# Lucca
Lucca /'lukːa/ (latinsky Luca) je italské město v Toskánsku, hlavní město stejnojmenné provincie. Město má rozlohu 185 km² a zhruba 86 000 obyvatel. Leží na řece Serchio, asi 75 km západně od Florencie a 25 km severovýchodně od Pisy.

## Historie

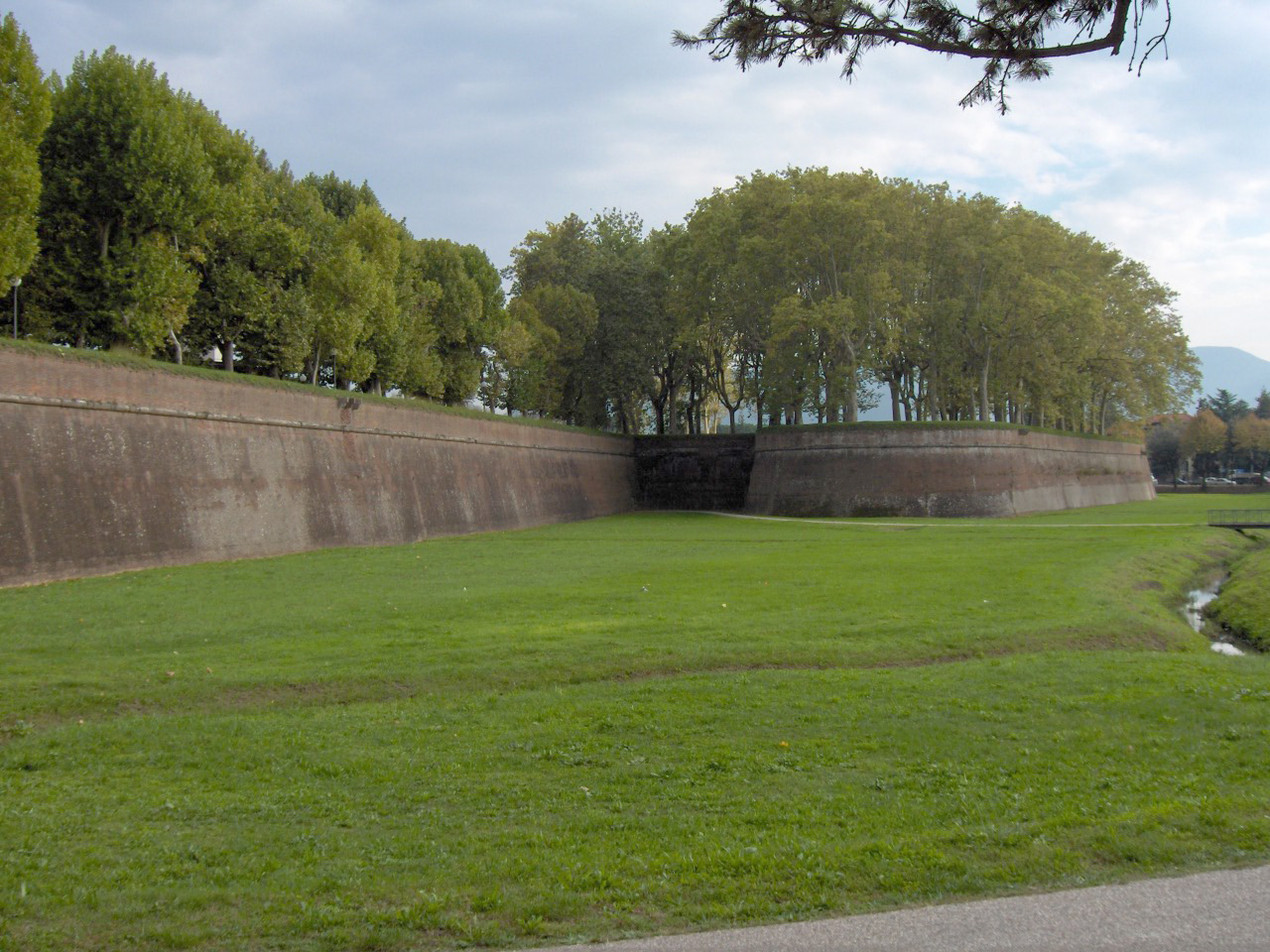
Městské hradby

Lucca byla založena Etrusky. V roce 180 př. n. l. město dobyli Římané a roku 56 př. n. l. zde uzavřel Caesar smlouvu s Pompeiem a Crassem. Z tohoto období se zachovala pravidelná síť ulic a starověké fórum.
Od 6. století, po dobytí Langobardy, byla Lucca hlavním městem langobardského Toskánského vévodství, od roku 1180 byla samostatná. Město se proslavilo hlavně zpracováním a barvením hedvábí a ve 14. století bylo jedním z prvních italských měst. Za občanských válek mezi guelfy a ghibelliny vystřídala strany a roku 1328 se města zmocnili žoldnéři císaře Ludvíka Bavorského. Aby si vynahradili nezaplacený žold, město prodali a v letech 1331–1335 patřila Lucca Janu Lucemburskému. Nějaký čas ji spravoval i mladý Karel IV., který pak roku 1369 obnovil samostatnost města. Lucca byla samostatnou republikou do roku 1805, kdy ji dobyl Napoleon a daroval ji své sestře. Po roce 1815 se Lucca stala samostatným vévodstvím a v roce 1860 se po plebiscitu připojila ke království Sardinskému a k Itálii. V letech 1935-1938 se zde na městském okruhu (kolem jihozápadních městských hradeb) jezdil automobilový závod Coppa Edda Ciano.
V březnu 2006 se tu konalo historicky první Mistrovství světa v luštění sudoku, v němž zvítězila česká reprezentantka Jana Tylová.

## Pamětihodnosti
Lucca je jedním z nemnoha italských měst, které si uchovalo městské hradby. Má také zachovalé historické centrum bez automobilového provozu a řadu historických staveb.
- Amfiteátr nebo Piazza Anfiteatro je jedinečný tím, že od středověku si lidé stavěli domy ze stěn a tribun amfiteátru, takže dnešní náměstí zachovává jeho eliptický tvar.
- Městské hradby, naposledy přestavované kolem 1650, zachránily město před automobily.
- Románská katedrála San Martino (1196–1204) je trojlodní s dvoulodní příčnou lodí a s mimořádně bohatou fasádou, která připomíná textilní vzory.
- Románský kostel San Michele na bývalém fóru z 12. století má rovněž neobyčejně bohatou fasádu, která počítala s vyšší hlavní lodí. Sloupová galerie pokračuje i z boku kostela.
- Kostel San Frediano z let 1118–1147 v čistém románském slohu. Hlavní loď byla ve 13. století zvýšena, čímž vzniklo na průčelí místo pro slavnou mozaiku Nanebevstoupení Páně.
- Kostel San Giusto a další.
- Renesanční radnice s podloubím.
- Řada renesančních a barokních paláců a vil.
- Věž Guinigi se stromovou korunou

## Vývoj počtu obyvatel
Počet obyvatel

## Osobnosti
- Luigi Boccherini (1743–1805), italský hudební skladatel a violoncellista
- Maria Domenica Brun Barbantini (1789–1868), blahoslavená řeholnice, zakladatelka kongregace Sester služebnic nemocných od svatého Kamila
- Alfredo Catalani (1854–1893), italský operní skladatel
- Lucius III. (1097–1185), papež
- Domenico Martinelli (1650–1718), italský barokní architekt a kněz
- Paschalis III. (?–1168), protipapež Alexandra III.
- Giacomo Puccini (1858–1924), italský operní skladatel
- Eros Riccio (* 1977), šachista
- Gemma Galganiová (1878–1903), italská mystička

## Partnerská města
- Abingdon, Velká Británie
- Colmar, Francie
- Gorinchem, Nizozemí
- Sint-Niklaas, Belgie
- Schongau, Německo
- South San Francisco, Kalifornie, USA

## Galerie

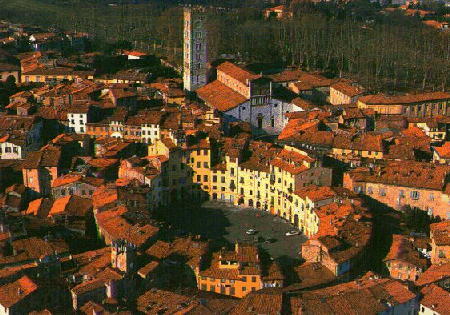
Piazza Amfiteatro
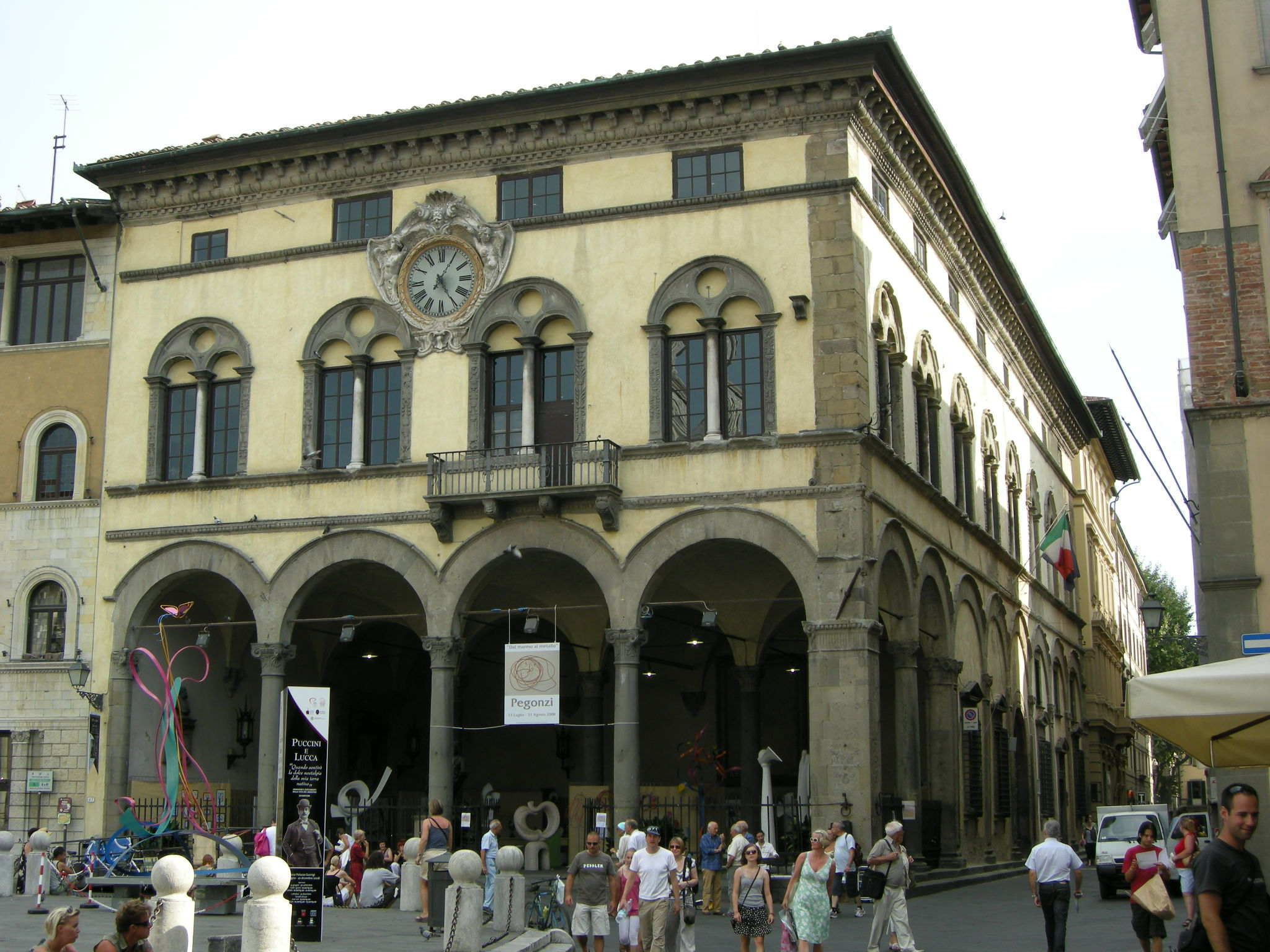
Radnice
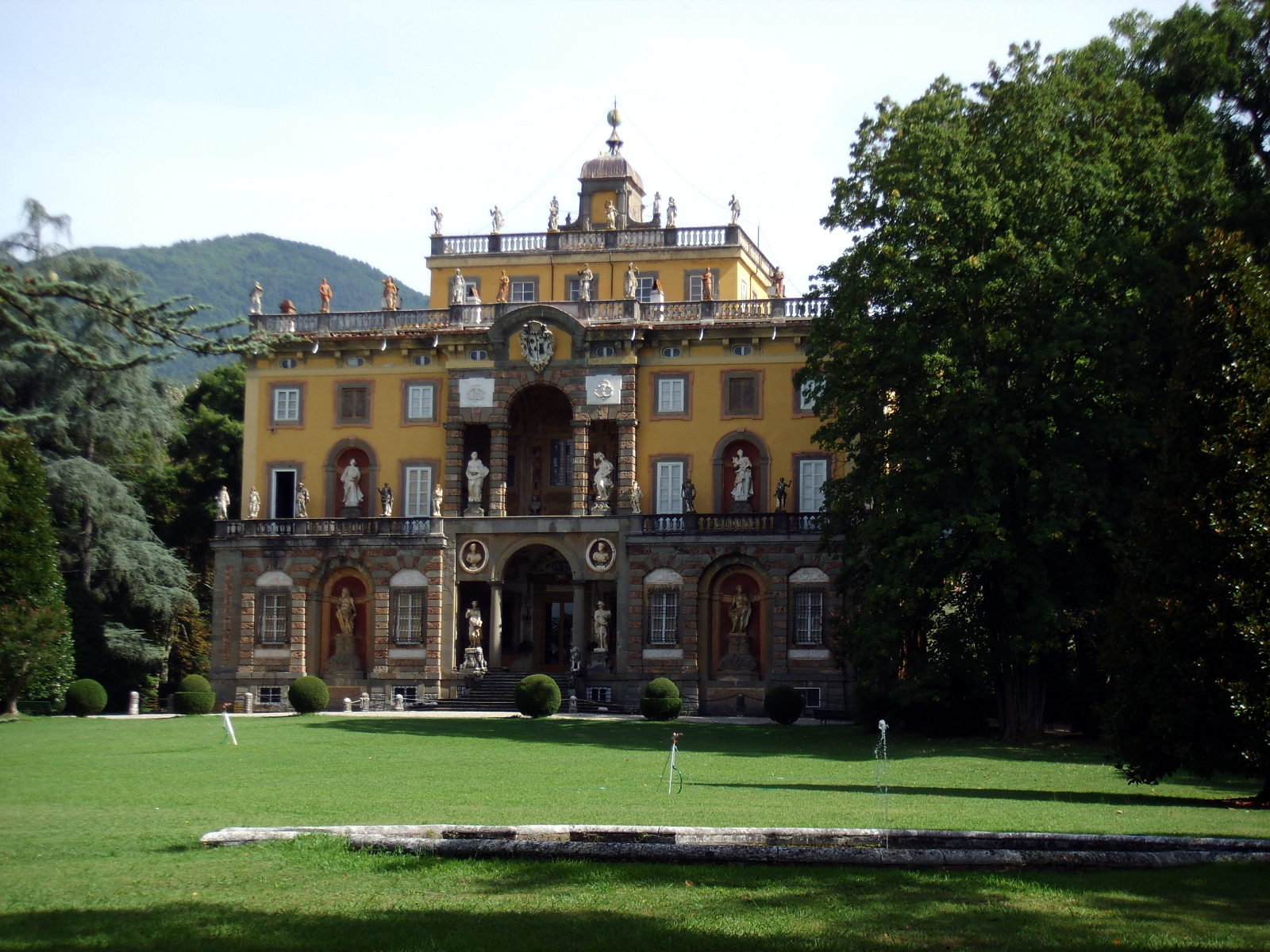
Villa Torrigiani
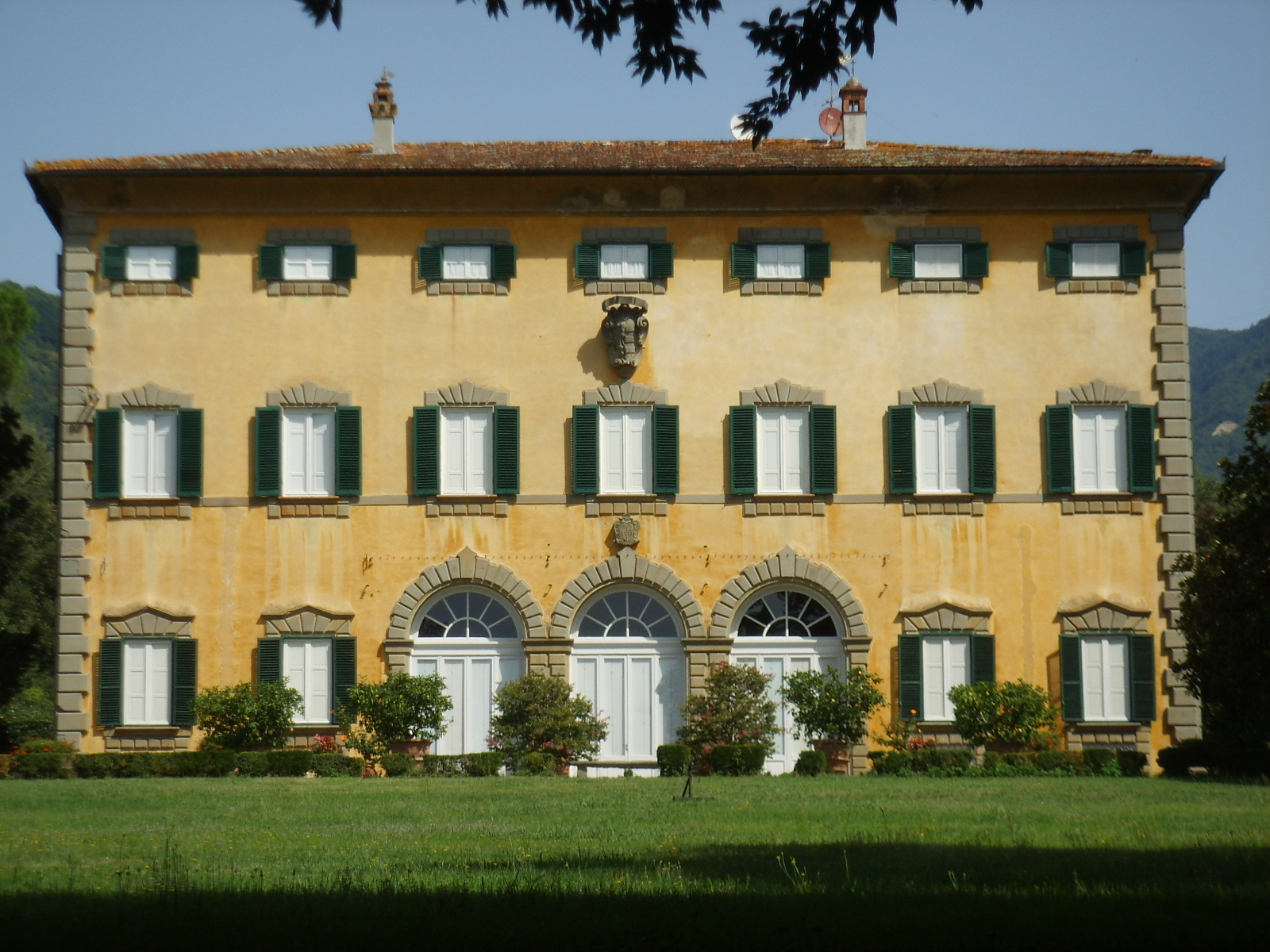
Villa Petri
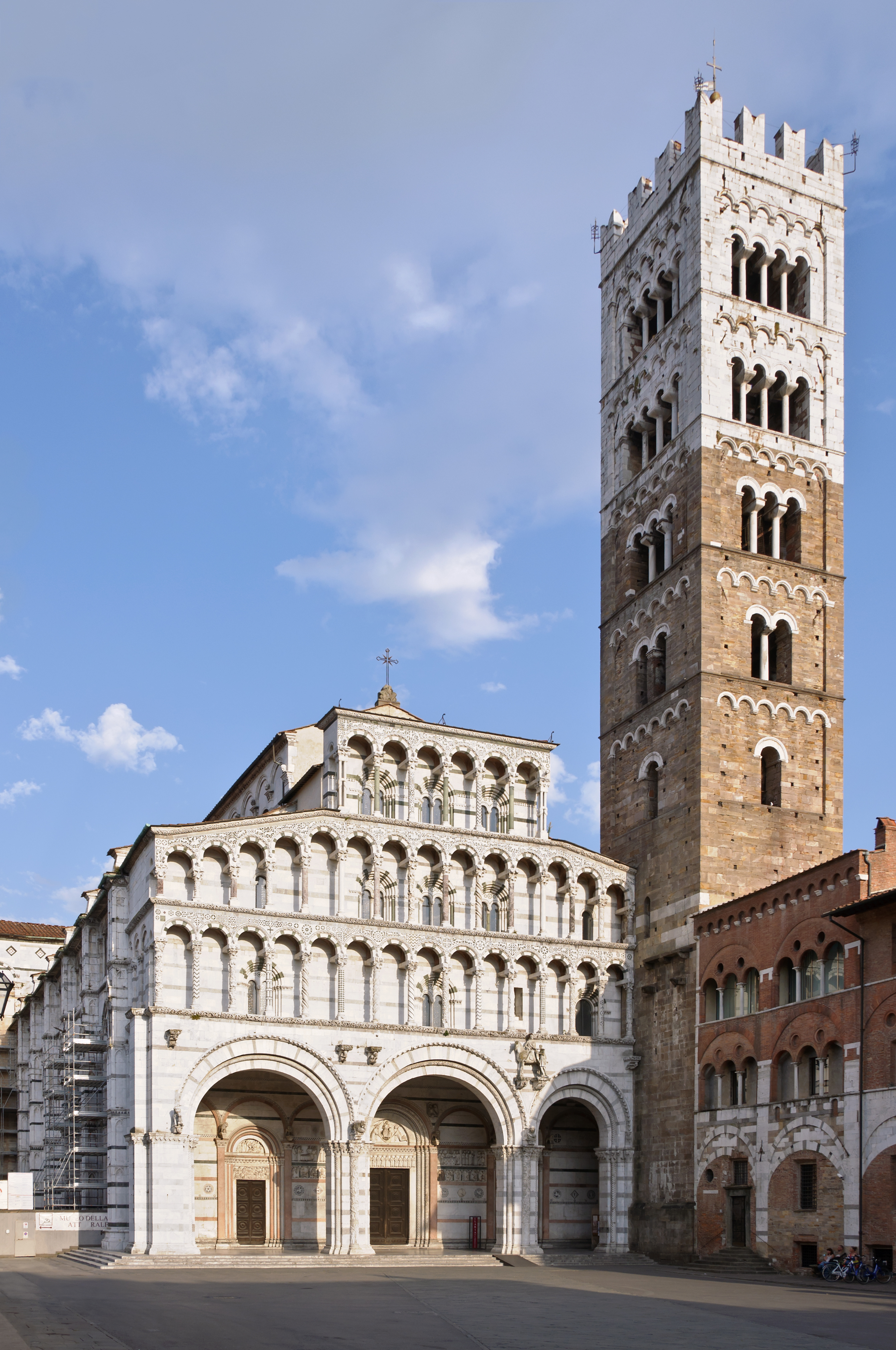
Katedrála San Martino
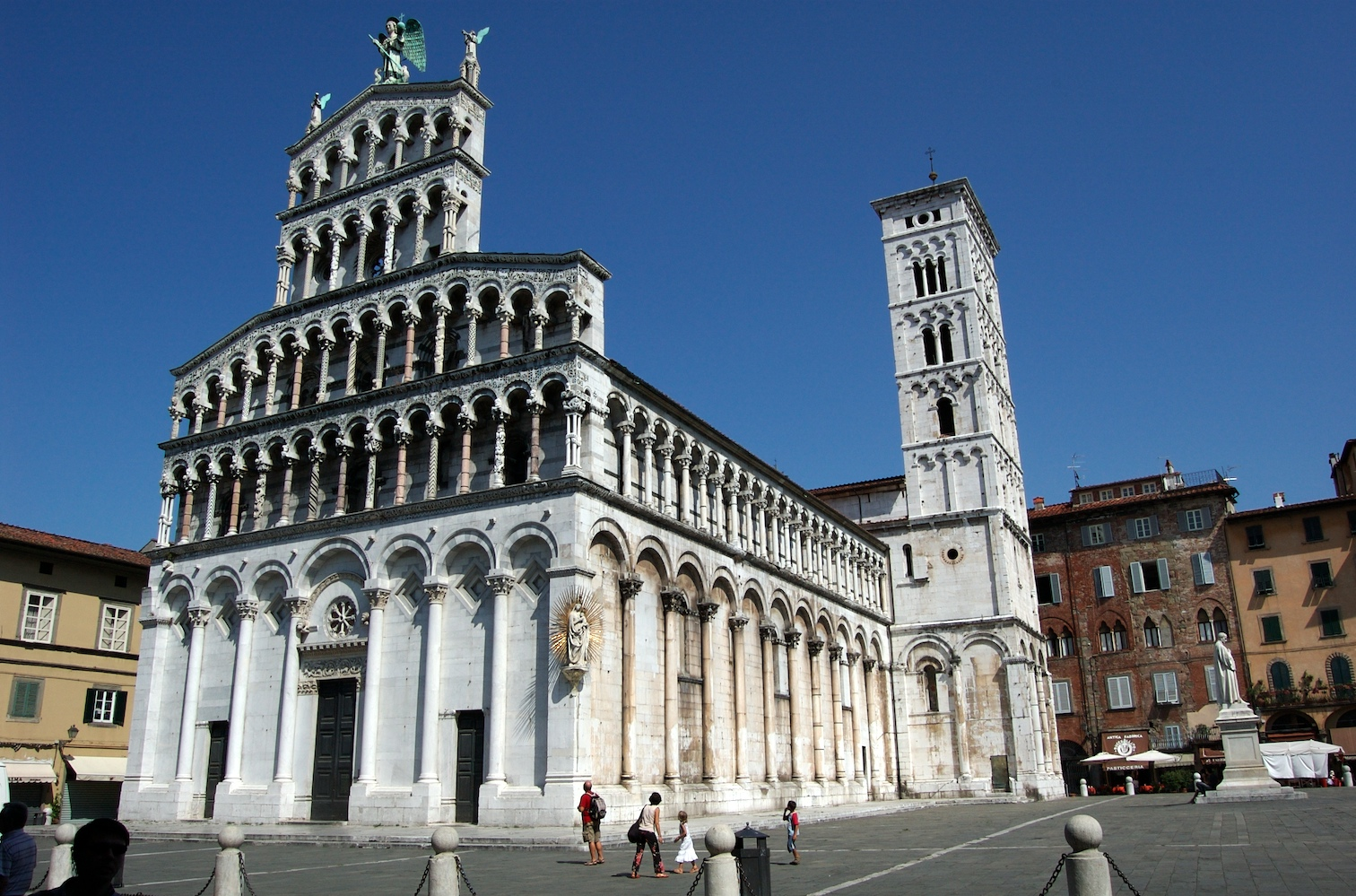
San Michele
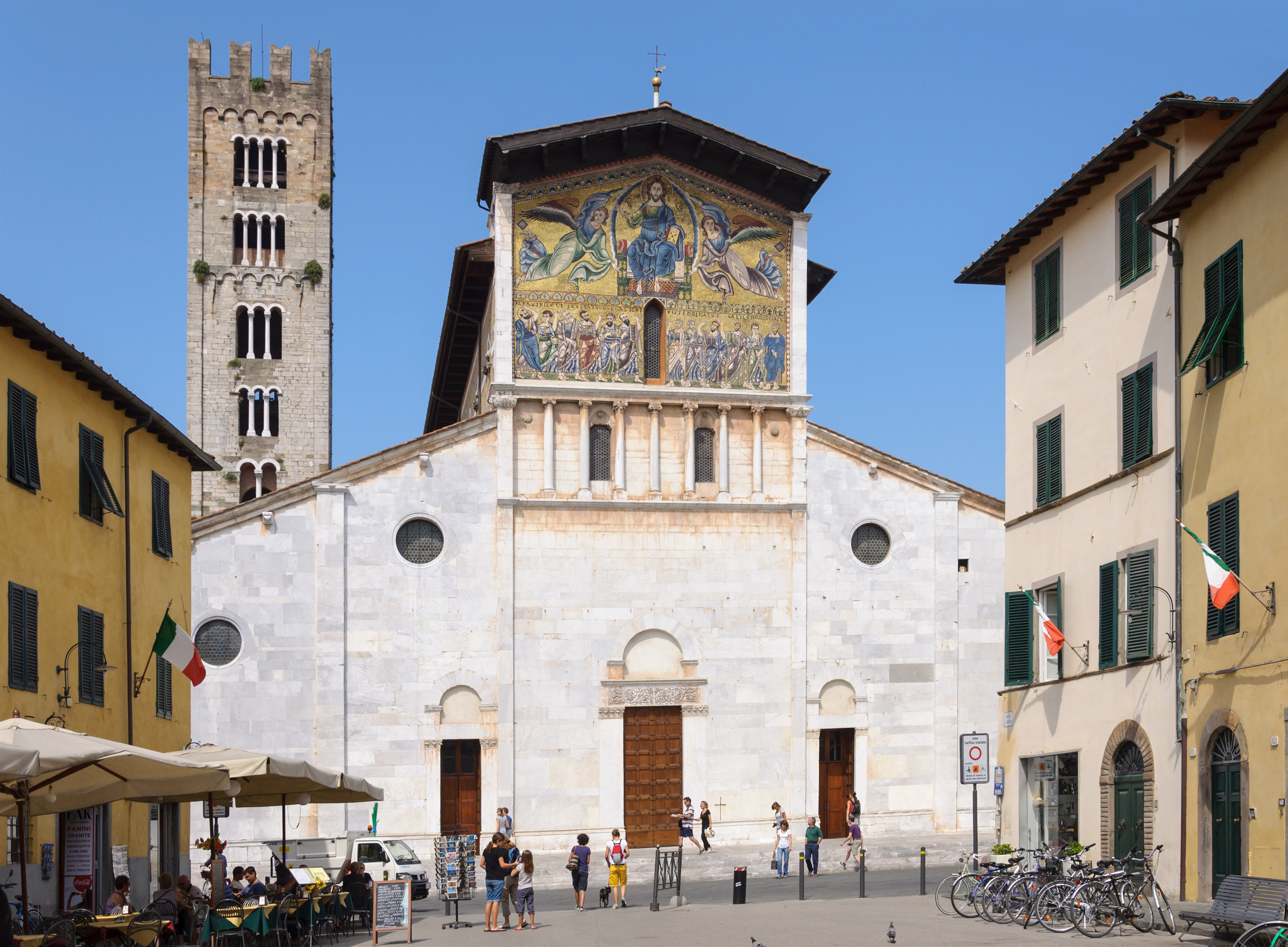
San Frediano s mozaikou
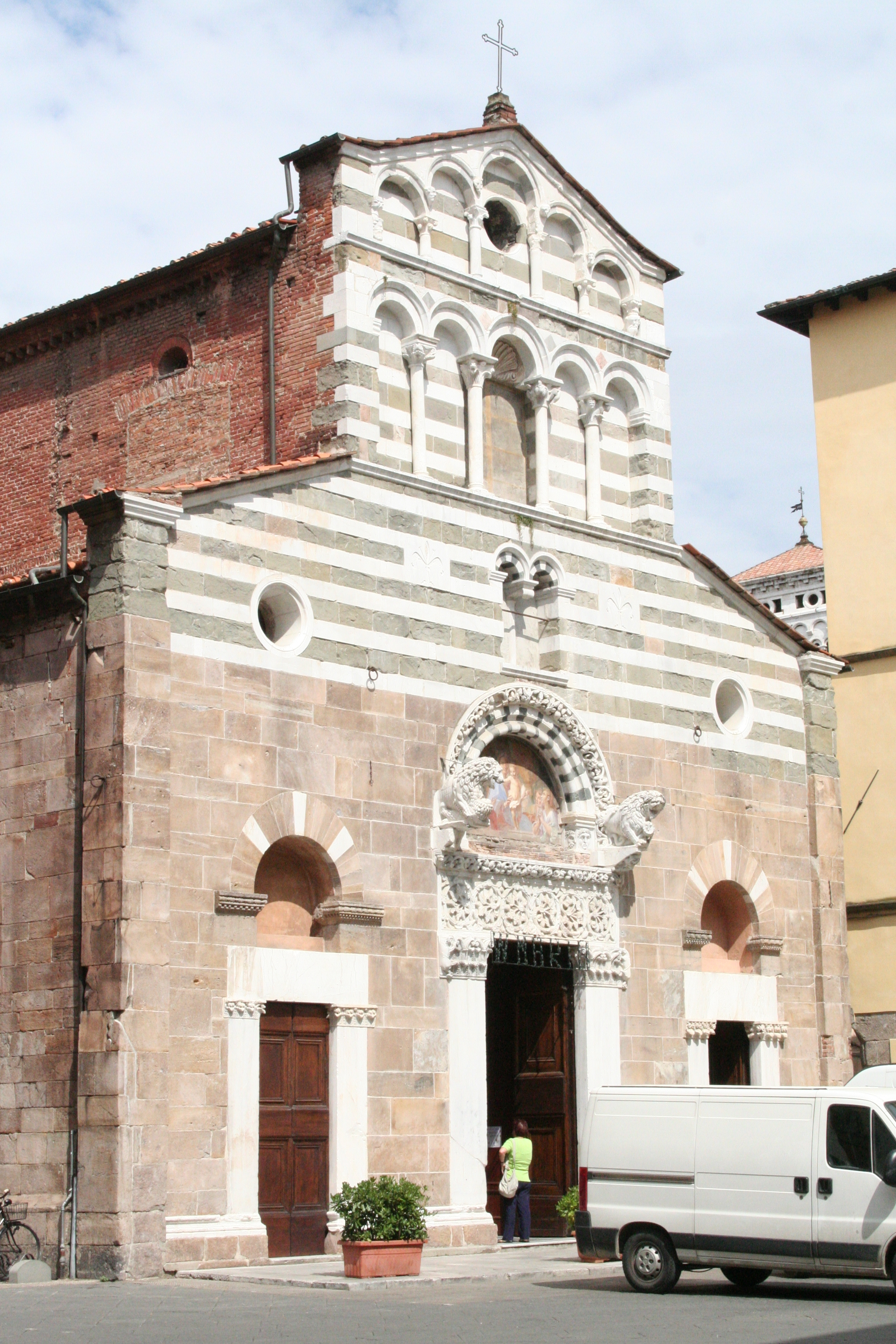
San Giusto

#### Události
- Lucca Comics & Games
- Lucca Summer Festival

#### Informace
- Lucca onLine
- LuccaInforma Archivováno 6. 7. 2010 na Wayback Machine.
- Lucca giornale (městské noviny)
- Klima a předpověď počasí